# Układ grupowy MNS
Układ grupowy MNS – jeden z 39 układów grup krwi człowieka (układ 002 według International Society of Blood Transfusion). Składa się z powszechnie występujących antygenów M, N, S i s oraz 42 antygenów rzadkich kodowanych przez geny GYPA i GYPB zlokalizowane na chromosomie 4. Przeciwciała anty-M, anty-S i anty-s mają znaczenie kliniczne, ponieważ mogą powodować hemolityczną reakcję poprzetoczeniową oraz konflikt serologiczny. 

## Historia
Układ grupowy MN został odkryty przez Karla Landsteinera i Philipa Levine'a w 1927 r., jako drugi układ grupowy krwi u człowieka. W 1977 r. zespół Elwiry Lisowskiej wykazał, że antygeny M i N różnią się resztami aminokwasowymi glikoforyny A w pozycjach 1 i 5. Sekwencje aminokwasowe N-końcowych fragmentów glikoforyny A są następujące (pogrubione są pozycje z różnymi resztami aminokwasowymi):
Glikoforyna A typu M:   H2N-Ser-Ser-Thr-Thr-Gly-Val-...
Glikoforyna A typu N:   H2N-Leu-Ser-Thr-Thr-Glu-Val-...
Reszty Ser i Thr są O-glikozylowane, a w skład epitopu wchodzą łańcuchy cukrowe.
Układ grupowy Ss został odkryty w 1947 r. przez Roberta Walsha i Carmel Montgomery. W 1980 r. Wolfgang Dahr i współpr. wykazali, że podstawą zróżnicowania są różne reszty aminokwasowe w pozycji 29 glikoforyny B: metionina w S i treonina w s.

## Antygeny
Antygeny układu MNS występują na erytrocytach, ale również na nabłonku i śródbłonku nerki. Są kodowane przez geny zlokalizowane na chromosomie 4 (4q28.2-q31.1). Loci antygenów MN i Ss położone są blisko siebie i określa się je też jako GYPA i GYPB. Produktem genu GYPA jest glikoforyna A (odpowiadająca za antygen M lub N), zaś produktem genu GYPB – glikoforyna B (odpowiadająca za antygen S lub s). Z tymi dwoma genami sąsiaduje gen GYPE, kodujący glikofynę E, który nie ulega ekspresji. Gen ten może brać udział w rearanżacji genów, a produktem tych rearanżacji mogą być hybrydowe formy glikoforyn, takie jak Dantu (hybryda glikoforyny A i glikoforyny B) czy Sta (hybryda glikoforyny B i glikoforyny A), oraz rzadkie glikoforyny z pojedynczymi podstawieniami reszt aminokwasowych (na przykład Mc lub Mg. Glikoforyny są receptorami dla zarodźca sierpowatego Plasmodium falciparum,  który wywołuje malarię; uważa się. że niektóre hybrydowe glikoforyny, jak Dantu czy fenotyp U-s-s. w którym glikoforyna B jest nieobecna (36% u Pigmejów z Konga) powodują podwyższoną oporność na malarię.
W populacji polskiej częstość występowania poszczególnych antygenów układu grupowego MNS jest następująca:
| Fenotyp | %    |
| ------- | ---- |
| MMSS    | 8,4  |
| MMSs    | 14,4 |
| MMss    | 9,7  |
| MNSS    | 6,1  |
| MNSs    | 21,7 |
| MNss    | 22,7 |
| NNSS    | 0,7  |
| NNSs    | 4,6  |
| NNss    | 11,6 |

## Dziedziczenie
Człowiek ma najczęściej jeden fenotyp związany z antygenami M i N (czyli MM, MN lub NN) i drugi fenotyp związany z antygenami S i s (czyli SS, Ss lub ss). Grupy krwi w układzie MNS są dziedziczone jako cechy sprzężone, o czym świadczy niejednakowa częstość występowania antygenów S i s u osób mających konkretne fenotypy antygenów M i N. 
Allele związane z grupą MN zazwyczaj przedstawia się jako:
- LM – obecny antygen M;
- LMN – obecne antygeny M i N;
- LN – obecny antygen N.

## Przeciwciała
Przeciwciała anty-M mogą naturalnie występować w osoczu krwi, zalicza się je do tzw. zimnych aglutynin, ponieważ aglutynują erytrocyty w temperaturze 4oC. Przeciwciała anty-N są bardzo rzadkie, ponieważ większość ludzi ma antygen N na glikoforynie B. Przeciwciała anty-S i anty-s powstają najczęściej w wyniku immunizacji (np. w wyniku transfuzji krwi) i mogą powodować hemolityczną reakcję poprzetoczeniową oraz konflikt serologiczny.